# Transformata Gelfanda
Transformata Gelfanda – dla danej przemiennej algebry Banacha {\displaystyle A} przyporządkowanie
{\displaystyle a\mapsto {\hat {a}},\;\;\;a\in A}
dane wzorem
{\displaystyle {\hat {a}}(\gamma )=\gamma (a),}
gdzie {\displaystyle \gamma } jest elementem zbioru {\displaystyle \Phi _{A},} tj. {\displaystyle \gamma } należy do zbioru wszystkich niezerowych homomorfizmów algebry {\displaystyle A} o wartościach w ciele liczb zespolonych. W zbiorze {\displaystyle \Phi _{A}} wprowadza się najsłabszą topologię względem, której wszystkie jego elementy są funkcjami ciągłymi (tzw. topologię Gelfanda; zbiór {\displaystyle \Phi _{A}} z topologią Gelfanda nazywany jest przestrzenią Gelfanda algebry {\displaystyle A}). Przestrzeń Gelfanda jest zawsze lokalnie zwartą przestrzenią Hausdorffa, przy czym jest ona zwarta wtedy i tylko wtedy, gdy algebra {\displaystyle A} ma jedynkę. Otoczenia bazowe danego punktu {\displaystyle \gamma _{0}} z przestrzeni Gelfanda są postaci
{\displaystyle U_{F}=\{\gamma \in \Phi _{A}\colon |\gamma (a)-\gamma _{0}(a)|<1,\;a\in F\},}
gdzie {\displaystyle F} jest skończonym podzbiorem {\displaystyle A.} Zbiór
{\displaystyle A_{\Gamma }=\{a\in A\colon \,{\hat {a}}=0\}}
nazywany jest radykałem Gelfanda algebry {\displaystyle A.} Radykał Gelfanda zawiera radykał Jacobsona algebry {\displaystyle A} oraz dowolny jej komutator, tj. element postaci {\displaystyle ab-ba,} gdzie {\displaystyle a} i {\displaystyle b} są elementami algebry {\displaystyle A.}
Transformata Gelfanda
{\displaystyle {\hat {\,\cdot \,}}\colon A\to C(\Phi _{A})}
jest ciągłym homomorfizmem algebr o wartościach w C*-algebrze wszystkich funkcji ciągłych na przestrzeni Gelfanda danej algebry.